# 항상성
항상성(恒常性, homeostasis)은 내부 환경을 안정적이고 상대적으로 일정하게 유지(function properly)하려는 계의 특성이다. 그리스어 ὅμοιος('유사한'이라는 뜻)과 στάσις('동일하게 유지하다, 버티다'라는 뜻)에서 유래하였다. 주로 생물학에서 사용되며, 외부 조건의 변화에 대하여 인체 내부 환경을 일정하게 유지하는 과정, 즉 체온이나 pH(수소 이온 농도 지수) 조절이 대표적인 예시이다.
항상성의 개념은 1865년에 클로드 베르나르가 제안하였으며, '항상성'이라는 단어는 1926년 월터 브래드포드 캐넌(Walter Bradford Cannon)이 고안하였다. 항상성은 본래 살아있는 유기체에서 일어나는 과정을 일컫는 단어였지만, 지금은 온도조절장치(thermostat)와 같은 자동 조절 장치를 설명할 때에도 사용된다. 항상성은 변화를 감지하는 센서, 환경을 조절하는 효과 기작(effector mechanism), 그리고 그 둘을 연결하는 음성 피드백을 필요로 한다.

## 기술
- 온도조절장치는 온도 센서가 감지하는 것에 따라 난방과 냉방을 번갈아가면서 가동한다.
- 항법 조절 장치는 속도의 변화에 따라 계기판을 맞춘다.
- 자동조종장치는 미리 설정된 방위나 항로에서 벗어난 정도에 따라 항공기나 선박을 조종한다.
- 화학 공정이나 원유 정제 과정에서 공정 관리 시스템은 히터와 펌프, 밸브를 조절하여 유압, 온도, 화학적 구성 성분비 등을 적절하게 유지한다.
- 1788년에 제임스 와트가 고안한 증기기관의 원심조속기(centrifugal governor)는 엔진 속도를 올릴 때 교축 밸브(throttle valve)를 닫고 미리 설정된 속도 이하로 떨어지면 밸브를 개방한다.

## 생물학
항상성은 생명의 특성 중 하나로, 단순한 단세포 유기체에서부터 가장 복잡한 식물과 동물에 이르기까지 내부의 기작이 작동하여 물질대사가 진행될 수 있도록 정해진 환경을 유지한다. 항상성 기작은 세포, 조직, 기관, 유기체 전체 수준에서 일어난다.
기본적인 항상성 기작은 아래와 같다.
- 항온동물(endotherm, 포유류와 새)은 일정한 체온을 유지하는 반면, 변온동물(ectotherm, 대부분의 다른 생명체)는 체온 변동이 심하다.[6] 체온을 조절함으로써 생명체는 환경 조건이 크게 변하더라도 효율적으로 기능할 수 있다. 예를 들어, 변온동물은 주위의 온도가 낮으면 느릿느릿 움직이는 경향이 있는 반면에, 같은 장소에 놓여진 항온동물은 활동적일 것이다. 온도를 일정하게 유지하기 위해서는 추가적인 에너지가 필요하다.[6] 체온이 상승하면 생명체는 땀을 흘리거나 헐떡여서 잠열이나 증발 형태로 열을 내보낸다. 대사 작용이 증가하면 그에 대응하여 체온이 떨어지는데, 이때는 몸을 떨거나 혹은 털이나 깃털이 있는 생물의 경우 그것을 두텁게한다.

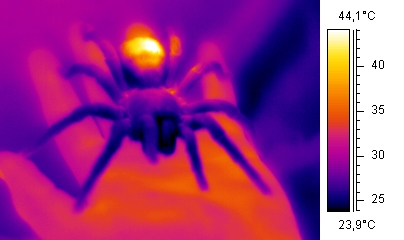
사람(항온동물)의 손에 놓여있는 타란툴라(변온동물)

- 혈중 pH는 7.365 정도로 조절된다.
- 모든 동물은 혈당을 일정하게 조절한다. 포유류는 인슐린과 글루카곤을 통하여 혈당량을 조절한다. 사람은 하루 종일 혈당량을 일정하게 유지하며, 24시간 동안 공복 상태로 있더라도 혈당은 마찬가지로 유지된다. 매우 오랜 기간 동안 공복상태로 있는 경우 혈당량은 아주 약간 감소한다.[7] 이자 베타세포에서 분비되는 인슐린은 세포가 포도당을 더 많이 가지고 있도록 하여(동적 평형) 포도당이 효과적으로 세포에 수송되게 한다. 궁극적으로 이 과정은 혈중 포도당 농도를 낮추어주고, 인슐린은 고혈당를 예방한다. 인슐린이 부족하거나 세포가 인슐린에 저항성을 가질 때 당뇨라고 한다. 이자의 알파세포에서 분비되는 글루카곤은 저장된 글리코겐을 분해하거나 탄수화물이 아닌 탄소원에서 포도당을 합성하여(포도당신생성) 저혈당을 방지한다.
- 신장은 체내 수분과 이온 균형을 맞춘다. 과다한 수분과 이온은 오줌을 통하여 배설된다. 뿐만 아니라 염과 요소도 신장을 통해 배출되므로 신장은 포유류의 항상성 조절에 중요한 기관이다.
- 혈액과 림프액이 부족하면 일차적으로는 세포에 저장된 수분으로 보충한다. 입과 목이 건조해지고, 동물은 갈증을 느끼고 외부에서 수분을 섭취한다.
- 혈액의 산소 포화도가 감소하거나 이산화탄소 농도가 증가하면 심박수와 혈류량이 증가하고, 호흡 속도 및 호흡량이 증가한다.
- 수면 시간은 수면 습관, 마지막으로 숙면을 취하고 나서 지난 시간에 따른 수면욕, 그리고 회복을 위한 수면의 이상적인 시각이 언제인지 결정하는 활동일주기(circadian rhythm)에 따라 변화한다.[8]

### 조절 기작
모든 항상성 통제 기작은 변수를 조절하기 위하여 최소 세 개의 상호의존적인 요소(수용기, 조절계, 효과기)로 이루어진다. 수용기는 환경의 변화를 감시하고 그에 반응하는 감지 장치이다. 수용기가 변화를 감지하면 "통제 중심"에 정보를 보낸다. 통제 중심(control center) 혹은 조절계(control system)는 변수가 어느 수준으로 조절되어야 하는지 범위를 정하는 요소이다. 통제 중심은 자극에 대해 적당한 반응을 결정하고 효과기에 신호를 보낸다. 신호를 받으면 효과기, 즉 근육이나 장기, 혹은 기타 구조물은 변화에 대해 실제 반응을 하고 음성 피드백 신호를 보낸다.

#### 음성 피드백
음성 피드백은 어떤 기관이나 계의 출력이나 활성을 정상적인 기능 범위로 감소시키는 작용을 한다. 혈압을 예로 들면, 혈관은 혈압이 증가하였을 때 혈류가 혈관벽에 가하는 압력을 감지하는 수용기로 작용한다. 압력의 변화에 대한 정보를 뇌로 전달하고, 뇌는 심장과 혈관으로 신호를 보낸다. 효과기에서는 심박수가 감소하고 혈관의 지름은 커지며(혈관 확장), 결과적으로 혈압은 다시 정상 범위로 떨어진다. 혈압이 낮아지는 반대의 상황에서는 혈관 축소가 일어난다.
식사 전후의 신체에서도 음성 피드백이 일어난다. 공복 상태가 길어지는 경우 신체는 신진대사의 정도를 낮추어 신체 각 부분이 더 적은 에너지를 소모하도록 조절한다. 체중 감량을 목적으로 식이 제한을 하는 사람들이 초기에는 체중을 쉽게 감소시킬 수 있지만 시간이 지날수록 더 어려워지는 것이 이 때문이다. 인체가 더 낮은 대사 상태로 재설정되기 때문에 에너지 공급이 낮아져도 살아갈 수 있다. 반대로 운동을 하는 경우 신진대사의 정도가 증가한다.
온도 조절에도 음성 피드백이 적용된다. 체온을 감시하는 시상하부는 정상 체온인 36.5°C에서 조금만 벗어나도 감지할 수 있다. 체온이 올라가면 땀 분비를 촉진하는 내분비선에 신호를 보내 체온을 낮추고, 반대로 체온이 낮아지면 근육을 떨게 하는 신호를 보내 체온을 높인다.

### 항상성 불균형
서로 상반되는 되먹임 작용은 건강한 신체 기능을 유지하는데 중요한 역할을 한다. 두 되먹임 작용 사이에 교란이 일어나거나 내부적, 외부적 요인에 의해 바뀌게 되면 항상성을 유지하기 위한 보상 작용이 깨지고 질병이 유발된다. 생명체가 나이가 들면서 항상성 조절계의 효율이 감소하고, 내부 환경은 점진적으로 불안정해진다. 따라서 질병 위험 요소가 늘어나고 노화와 연관된 신체적 변화가 나타난다.
특정한 항상성 불균형, 예를 들면 심부 체온이 높거나, 혈중 염 농도가 높거나, 혹은 산소 포화도가 낮으면 동물은 그것을 극복하려는 욕구를 느낀다. 이를 항상성 감각(homeostatic emotion)이라 한다.

## 같이 보기
- 복원력
- 자정작용
- Homeostatic emotion